# لیا بلینی
لیا بلینی (انگلیسی: Leah Blayney؛ زادهٔ ۴ ژوئیهٔ ۱۹۸۶) بازیکن فوتبال اهل استرالیا است.
از باشگاه‌هایی که در آن بازی کرده‌است می‌توان به بوستون بریکرز و باشگاه فوتبال سیدنی اشاره کرد.
وی همچنین در تیم ملی فوتبال زنان استرالیا بازی کرده‌است.